# Franz Fischer (duchovní)
Franz Fischer (4. března 1830 Sankt Aegidi – 7. září 1888 Peuerbach) byl rakouský římskokatolický duchovní a politik německé národnosti, v 2. polovině 19. století poslanec Říšské rady.

## Biografie
Působil jako děkan v Peuerbachu.
Vystudoval gymnázium v Linci. Pak studoval teologii. 30. července 1854 byl vysvěcen na kněze, 9. srpna 1855 nastoupil jako kooperátor do Pabneukirchenu. Od roku 1856 působil v Kirchbergu, od roku 1857 v Pfarrkirchen im Mühlkreis. V letech 1860–1861 byl kooperátorem v Bad Ischlu, odkud přešel na městskou farnost v Linci. V roce 1863 byl jmenován suplentem katechetou na tamní hlavní škole. V letech 1864–1880 byl farářem v Hofkirchen im Mühlkreis. Měl titul čestného papežského komořího. Zastával funkci konzistorního rady, dále byl dozorcem škol v děkanátu Peuerbach. Devět obcí mu udělilo čestné občanství.
Zasedal jako poslanec Hornorakouského zemského sněmu, kam nastoupil roku 1870 a členem sněmu zůstal do roku 1888. Politicky patřil mezi katolické konzervativce. Celkem na sněmu zasedal po pět volebních období.
Byl i poslancem Říšské rady (celostátního parlamentu Předlitavska), kam nastoupil v prvních přímých volbách roku 1873 za kurii venkovských obcí v Horních Rakousích, obvod Rohrbach, Aigen, Urfahr atd. Mandát zde obhájil ve volbách roku 1879 a volbách roku 1885. Poslancem byl až do své smrti roku 1888. Pak ho v parlamentu nahradil Alfred Ebenhoch. V roce 1873 se uvádí jako Franz Fischer, farář, bytem Hofkirchen. V roce 1873 zastupoval v parlamentu opoziční blok. V roce 1878 zasedal v poslaneckém Hohenwartově klubu (tzv. Strana práva, která byla konzervativně a federalisticky orientována). Jako konzervativec se uvádí i po volbách v roce 1879. V listopadu 1881 přešel do nově utvořeného Liechtensteinova klubu (oficiálně Klub středu), který byl více katolicky, sociálně reformně a centristicky orientovaný.
Zemřel v září 1888.